# René Isidoro García
René Isidoro García (* 4. April 1961 in San Luis Potosí, San Luis Potosí) ist ein ehemaliger mexikanischer Fußballspieler, der vorwiegend im defensiven Mittelfeld agierte und nach seiner aktiven Laufbahn eine Tätigkeit als Fußballtrainer begann.

## Laufbahn

### Spieler
Seinen ersten Profivertrag erhielt García bei seinem Heimatverein Atlético Potosino. 1988 wechselte er zum damals noch in der Hauptstadt beheimateten Club Atlante, mit dem er in der Saison 1992/93 die mexikanische Fußballmeisterschaft gewann.
Dazwischen spielte er auf Leihbasis je eine Saison für Atlas Guadalajara (1989/90) und die UAT  Correcaminos (1990/91). Nach seiner Zeit bei Atlante spielte er noch für den Tampico-Madero FC, den Puebla FC und den CF Pachuca.

### Trainer
Nach dem Ende seiner aktiven Laufbahn begann García eine Trainertätigkeit. Zunächst arbeitete er im Trainerstab diverser Vereine, ehe er Anfang 2006 erstmals bei seinem ehemaligen Verein Atlante, wo er zuvor ebenfalls als Assistent tätig war, zum Cheftrainer ernannt wurde und diese Tätigkeit während beinahe des gesamten Jahres 2006 ausübte. Anschließend wurde er als Cheftrainer von den Jaguares de Chiapas verpflichtet und arbeitete in dieser Eigenschaft später noch einmal beim Club Atlante (2010) sowie bei seinem anderen Heimatverein San Luis FC (2012).

## Erfolge
- Mexikanischer Meister: 1992/93